# 그제고시 스헤티나
그제고시 율리우시 스헤티나(폴란드어: Grzegorz Juliusz Schetyna, 1963년 2월 18일 ~ )는 폴란드의 정치인으로, 2016년 1월부터 시민연단의 대표이자 야권대표이다.
2007년부터 2009년까지 부총리 겸 내무행정부 장관, 2010년 대통령 권한대행, 2010년부터 2011년까지 국회의장, 2014년부터 2015년까지 외무장관을 역임했다. 1997년부터 국회의원직을 역임하고 있는 중이다. 2019년 총선을 앞두고 군소 자유주의, 중도 정당들과 연합했으며, 마우고자타 키다바브원스카를 총리 후보로 지명했다.

## 초기 생애
당시 폴란드 인민 공화국의 오폴레에서 태어난 스헤티나는 1990년대 초반에 민영 방송 라디오 에스카를 공동 창립하고 농구팀 실롱스크 브로츠와프(1994년-1997년)를 이끌었다.  

## 정치 경력

### 초기의 시작
1980년대 후반에 스헤티나는 도날트 투스크와 폴란드 정치에서 다른 주요 인사들과 더불어 자유민주 의회, 그러고나서 자유 연합에서 다양한 직위들의 일련을 보유하기 전에 자유 노조 운동의 학생 조합 브로츠와프 대학교의 독립 학생 연합 분과를 이끌었다.  2001년 투스크가 시민 연단을 공동 창당했을 때 스헤트나는 사무총장이 되었다.
처음에 스헤티나는 브로츠와프 제50선거구에서 13,013 표 (3.17 퍼센트)를 받은 후, 1997년 9월 21일 국가 선거에서 자유 연합의 후보로서 폴란드 하원으로 선출되었다.  2007년 의회 선거에 이어 그는 도날트 투스크 총리 아래 부총리 겸 내무행정부 장관을 지냈다.  내무장관으로서 그는 폴란드에서 지방 도로들의 절실히 필요했던 개조를 옹호하였다.  2009년 개조 내각에서 그는 여당 시민 연단과 투스크 안에서 자신의 당파 사이에 긴장 속에서 갑자기 정부를 떠났다.
스헤티나는 또한 1997년-2001년, 2001년-2005년, 2005년-2007년과 2007년-2011년의 하원 의원이었다.  
물러난 후, 그는 시민 연단 하원 당 대표의 직위로 옮겼다.

### 하원의 원수
2010년 폴란드 대통령 선거에서 브로니스와프 코모로프스키의 승리에 이어 스헤티나는 하원의 원수로서 대통령 당선자를 계승하는 데 시민 연단의 후보로 지명되었다.
7월 8일 그는 하원의 원수로 선출되어 대통령 권한대행의 자리를 맡았다.  스헤티나는 그해 8월 6일에 열린 코모로프스키의 취임식까지 임시 국가원수를 지냈다.
2011년 11월 8일 스헤티나는 더 이상 국가원수가 아니었으며 에바 코파치가 그를 대체하고 이후에 시민 연단의 초대 부국장으로서 그의 직업을 차지하였다.

### 외무부 하원 위원
2011년과 2014년 사이에 스헤티나는 외무부 위원회의 의장을 지냈다. 2014년 3월 16일 크림반도의 상태에 국민투표가 있던 직후, 그와 그의 바이마르 삼각동맹 의회의 상대들 - 프랑스의 엘리자베트 기구와 독일의 노르베르트 뢰트겐은 영토 보존과 우크라이나의 유럽 완성에 관한 그들의 국가들의 확고한 지원을 표현하는 데 키이우를 방문하였다.  이 일은 제3국가로 공동 여행을 여태까지 이루는 데 바이마르 삼각동맹의 의원들에게 처음이었다.
권력에서 투스크의 7년 세월 동안 스헤티나는 몇번이나 그를 도전하는 데 시도했으나 제외되었다.  2014년까지 뉴스 매체는 그와 투스크 사이에 증가한 경쟁과 긴장에 관하여 보고를 하였다.

### 외무장관

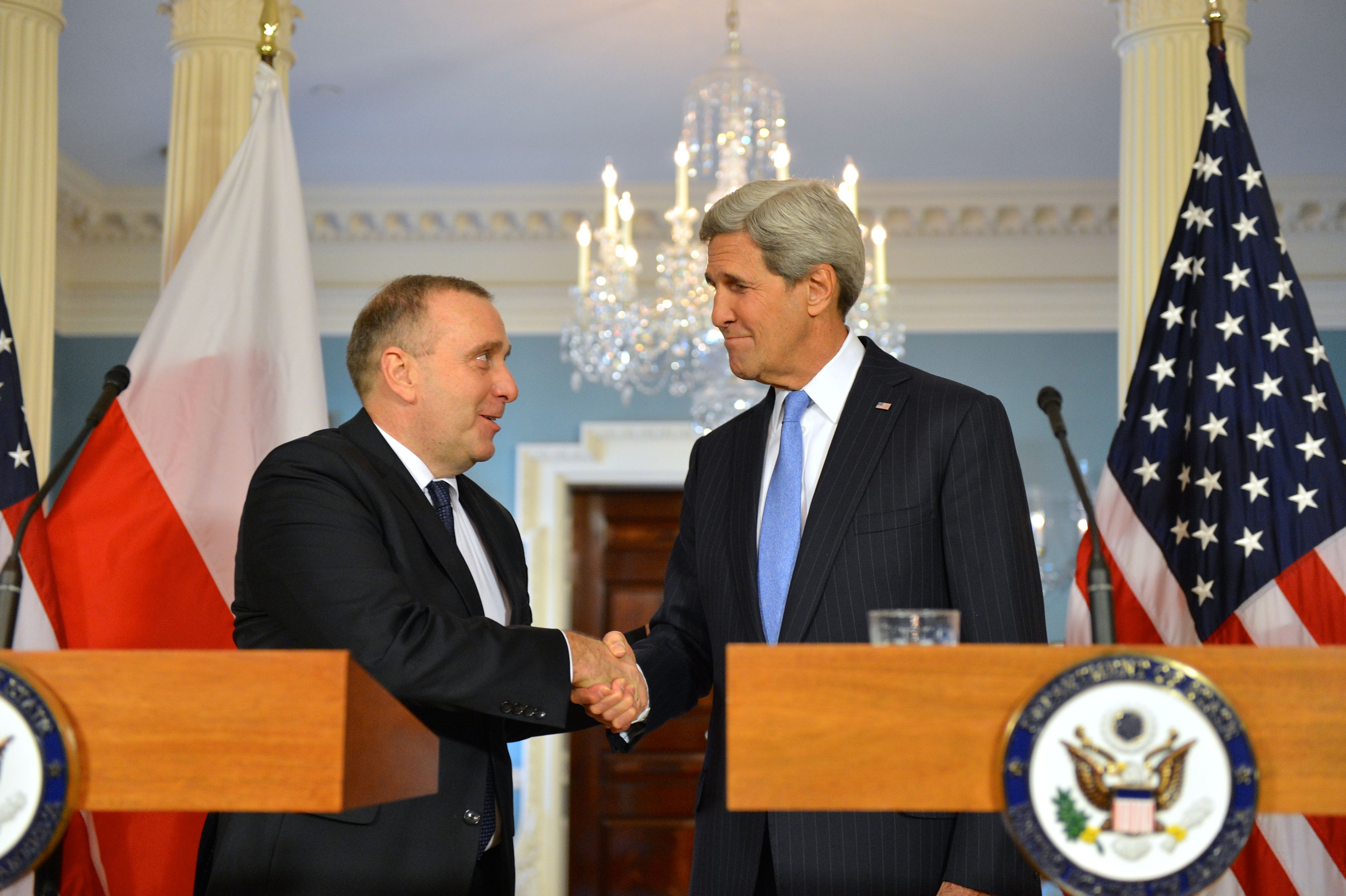
미국의 존 케리 국무장관과 함께 (2015년)

2014년 9월 투스크가 유럽 연합 정상회의 상임의장이 되는 데 총리직으로부터 물러난 후, 스헤티나는 자신이 시민 연단의 리더십을 위하여 출마할 것을 공고하였다.  이 일은 총리도 또한 당수로서 전통에 따라 다가오는 에바 코파츠 총리에게 직접 도전으로서 넓게 보였다.  
국내 정치적 이유들로 코파츠는 그러므로 외무장관 라도스와프 시코르스키를 스헤티나와 대체하기로 결정하였다.  이 직업에서 자신의 전임자와 달리 스헤티나는 당시 폴란드 외부에서 알려지지 않았다.  취임하지 마자 코파츠는 긴급하게 폴란드의 외교 정책을 다시 작성하여 의회로 제시하는 데 그를 명령하였다.  
2015년 2월 스헤티나는 미국의 중앙정보국이 불법적인 인도 및 심문에 사용되는 시설을 보유하고 있는 것으로 밝혀진 후, 그 비밀 연주 프로그램에 참가를 위하여 손해 배상을 하는 데 첫 국가가 될 것을 공고하였다.  그렇게 함으로써 폴란드는 전 구금자들 압둘 알라힘 알나시리와 아부 주바이다에게 돈을 지불하는 데 명령한 유럽인권법원의 지배를 따랐다.
그해 9월 스헤티나는 폴란드 주재 러시아 대사 세르게이 안드레예프가 민영 방송 TVN24에 의하여 방영된 인터뷰에서 갈등이 일어나기 직전에 베를린에 대항하는 연합의 형성을 반복적으로 차단했기 때문에 폴란드가 1939년 나치 독일의 침입을 위하여 부분적으로 책임이 있었다는 것을 말한 후 그를 소환하였다. 

### 시민 연단의 지도자
시민 연단 의장으로서 스헤티나와 당의 다른 입법자들은 시민 연단이 불법으로 잡혔고 했던 예산에 매체 접근과 투표를 제한시키는 데 여당 법과 정의의 계획들에 2016년 12월 중순부터 2017년 1월 중순까지 의회에서 본당을 차지하였다.  그는 또한 여당 법과 정의가 결국적으로 국가를 유럽 연합의 외부로 이끌 수 있다는 것을 경고하면서 2019년 유럽 의회 선거를 위하여 당의 선거 운동을 지도하기도 했다. 
2019년 국가 선거에 앞서 스헤티나는 2개의 작은 자유주의 그룹화와 협력하는 데 자신의 당의 운동을 이끌어 총리를 위하여 마우고자타 키다바브원스카를 자신들의 후보로 공고하였다.
2020년 1월 스헤티나는 자신이 2020년 시민 연단 리더십 선거에 출마하지 않을 것을 공고하고 토마시 시에모니아크를 지지하였다.  1월 25일 그의 후계자 보리스 부드카가 선출되었다.

## 역대 선거 결과
| 선거명      | 직책명                           | 대수 | 정당         | 득표율 | 득표수    | 결과         | 당락                     |
| ----------- | -------------------------------- | ---- | ------------ | ------ | --------- | ------------ | ------------------------ |
| 1993년 선거 | 하원의원 (브로츠와프 제50선거구) | 2대  | 자유민주회의 | 2.41%  | 10,115표  | 비례대표 1번 | 낙선                     |
| 1997년 선거 | 하원의원 (브로츠와프 제50선거구) | 3대  | 자유연합     | 3.17%  | 13,013표  | 비례대표 2번 | 브로츠와프 하원의원 당선 |
| 2001년 선거 | 하원의원 (브로츠와프 제3선거구)  | 4대  | 시민 연단    | 1.16%  | 4,849표   | 비례대표 2번 | 브로츠와프 하원의원 당선 |
| 2005년 선거 | 하원의원 (레그니차 제1선거구)    | 5대  | 시민 연단    | 5.29%  | 14,978표  | 비례대표 1번 | 브로츠와프 하원의원 당선 |
| 2007년 선거 | 하원의원 (레그니차 제1선거구)    | 6대  | 시민 연단    | 13.43% | 54,345표  | 비례대표 1번 | 브로츠와프 하원의원 당선 |
| 2011년 선거 | 하원의원 (레그니차 제1선거구)    | 7대  | 시민 연단    | 19.66% | 67,670표  | 비례대표 1번 | 레그니차 하원의원 당선   |
| 2015년 선거 | 하원의원 (키엘체 제33선거구)     | 8대  | 시민 연단    | 9.04%  | 42,376표  | 비례대표 1번 | 키엘체 하원의원 당선     |
| 2019년 선거 | 하원의원 (브로츠와프 제3선거구)  | 9대  | 시민연합     | 10.22% | 66,859표  | 비례대표 1번 | 브로츠와프 하원의원 당선 |
| 2023년 선거 | 상원의원 (브로츠와프 제7부)      | 11대 | 시민연합     | 61.21% | 113,815표 | 1위          | 브로츠와프 상원의원 당선 |